# لودویت لهن
لودویت لِهِن (اسلواکی: Ľudovít Lehen; ۳ ژوئن ۱۹۲۵ – ۱۲ مهٔ ۲۰۱۴) نقاش و استاد فیده برای ترکیب بندی شطرنج بود. او اهل کشور اسلواکی بود.